# Cellaria sinuosa
Espèce
Cellaria sinuosa, est une espèce de bryozoaires appartenant à la famille des Cellariidae,